# E. L. James
E. L. James, acrônimo da Erika Leonard James (7 de março de 1963), é uma escritora, roteirista e produtora cinematográfica britânica, autora da trilogia Cinquenta Tons de Cinza. Em 2012 foi considerada pela revista Time umas das 100 pessoas mais influentes do mundo e Personalidade do Mundo Editorial pela Publish Weekly. Já em 2013, entrou para a lista das 100 celebridades mais poderosas da revista Forbes.

## Biografia
E L James é ex-executiva de TV e mora em Londres. Casada com um roteirista e mãe de dois filhos adolescentes, desde pequena sonhava em escrever histórias pelas quais os leitores se apaixonassem, mas adiou esses sonhos para se concentrar na família e na carreira, segundo a descrição de seu site.[carece de fontes?] Quando finalmente arranjou coragem para escrever, pôs no papel seu primeiro romance, Cinquenta Tons de Cinza, baseado na Saga Crepúsculo da autora americana Stephanie Meyer. Na sequência, publicou os outros dois livros da série, Cinquenta Tons Mais Escuros e Cinquenta Tons de Liberdade, completando a trilogia que se tornou o maior fenômeno editorial dos últimos anos, vendendo mais de 100 milhões de cópias.[carece de fontes?]
Inicialmente, a autora – utilizando o usuário "Snowqueens Icedragon" - escrevia fanfictions online, sendo o seu trabalho mais notável uma fanfic sobre Crepúsculo, denominada “Master of the Universe”. A medida que o conteúdo da historia foi ficando cada vez mais erótico, Erika decidiu mudar os nomes dos personagens – inicialmente Bella e Edward – e publicar a história em um site próprio. Daí surgia Cinquenta Tons de Cinza.[carece de fontes?]
Segundo a autora, a trilogia foi o resultado de sua crise de meia idade. “Todas minhas fantasias estão ali [no livro]”, confessa Erika. Em seus agradecimentos, podemos observar o nome de muitas mulheres, o que demonstra a enorme gratidão que tem pelo universo feminino.

## Adaptações
A trilogia Cinquenta Tons de Cinza foi adaptada para o cinema, estrelado por Dakota Jhonson e Jamie Dornan, produzido pela Focus Features e distribuído mundialmente pela Universal Pictures, arrecadando mais de 1,3 bilhão de dólares, segundo o Box Office Mojo.[carece de fontes?]
E. L. James escreveu outros dois livros do "Universo Cinquenta Tons", mas sob a perspectiva de Christian Grey e lançou a obra The Mister em 2019. 

## Obras
No Brasil, as obras de E. L. James foram publicadas pela Editora Intrínseca a partir de 2012.
- 2011 - Fifty Shades of Grey - Cinquenta Tons de Cinza
- 2012 - Fifty Shades Darker - Cinquenta Tons Mais Escuros
- 2012 - Fifty Shades Freed - Cinquenta Tons de Liberdade
- 2015 - Grey: Fifty Shades of Grey as Told by Christian - Grey: Cinquenta Tons de Cinza Pelos Olhos de Christian
- 2017 - Darker: Fifty Shades Darker as Told by Christian - Mais Escuro: Cinquenta Tons Mais Escuro Pelos Olhos de Christian
- 2019 - The Mister
- 2021 - Freed: Fifty Shades Freed as Told by Christian